# Pseudobactricia ridleyi
Pseudobactricia ridleyi  (лат.) — вид палочников из семейства Diapheromeridae.

## Описание
Единственный экземпляр палочника Ридли был найден в тропических лесах Сингапура в начале XX века. С того момента были уничтожены все леса Сингапура и поиски в оставшихся массивах не дали результатов, точно также, как и поиски в соседних странах. Изначально описан Кирби в 1904 году как Bactricia ridleyi. В 1999 году Брок пересмотрел классификацию этого вида, выделив его в монотипический (содержащий единственный вид) род Pseudobactricia.